# Rzędy Tomanowe

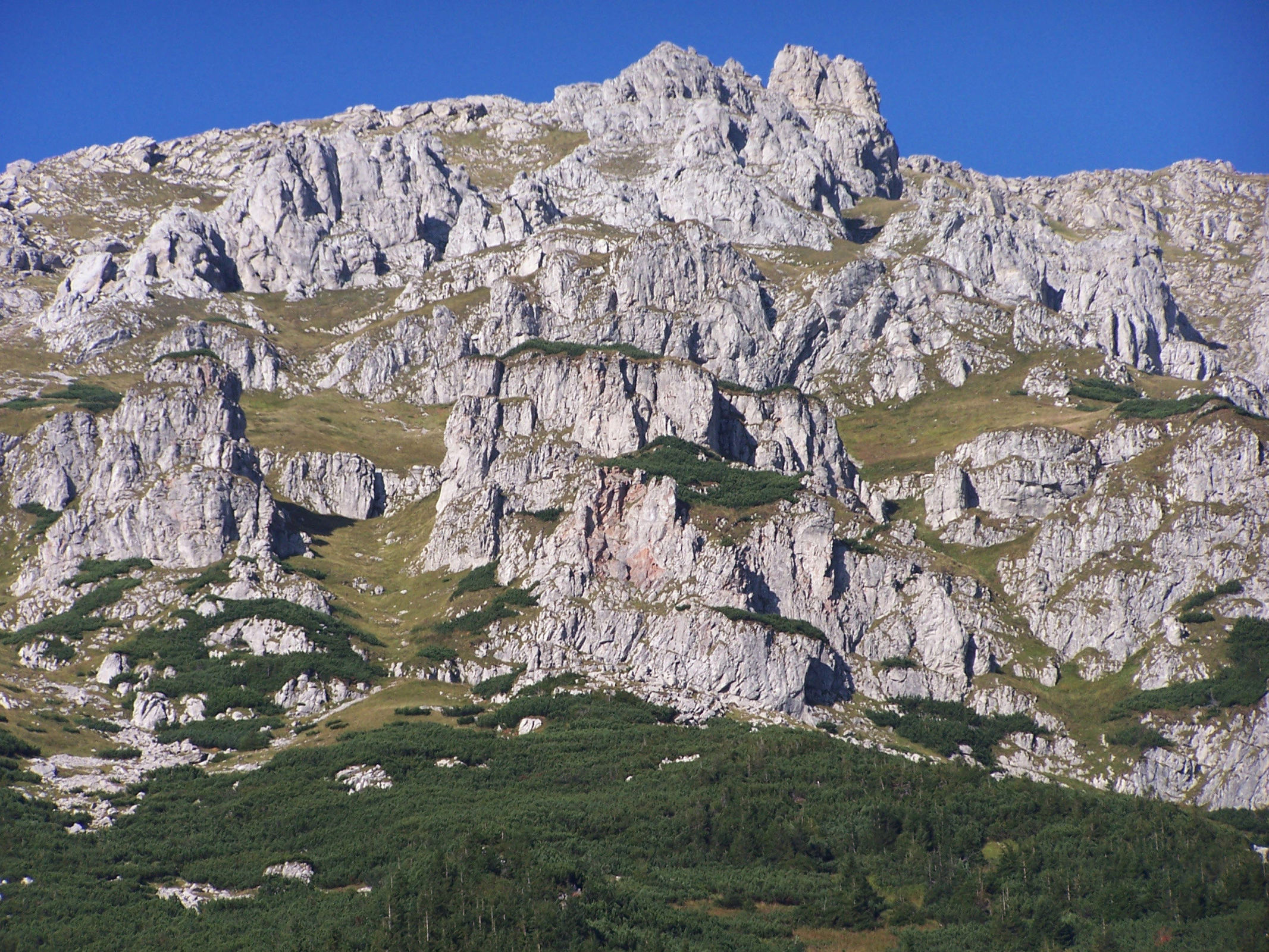
Rzędy Tomanowe

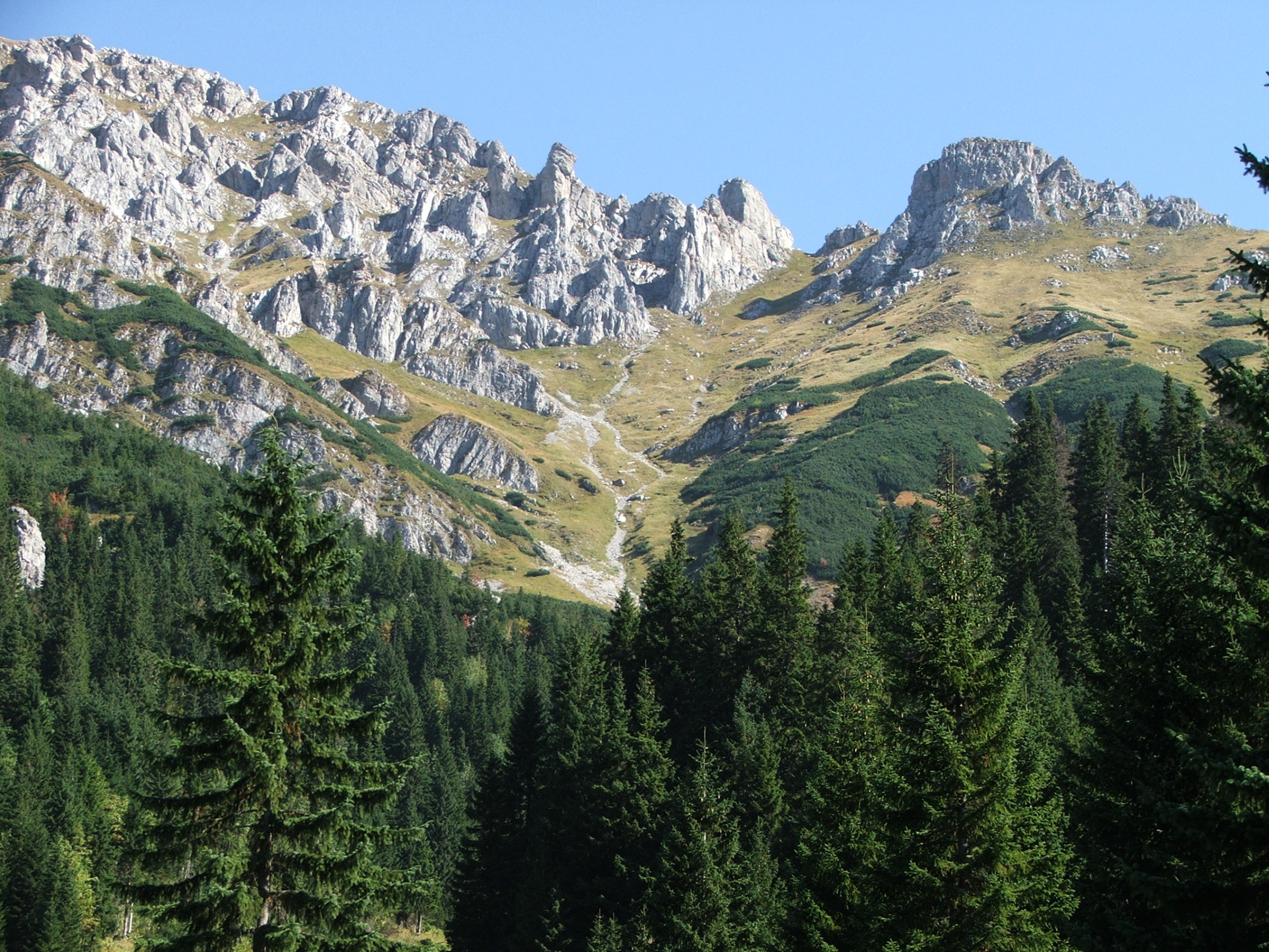
Rzędy Tomanowe i Czerwony Żleb

Rzędy, Rzędy Tomanowe – górna część zachodnich stoków Ciemniaka w Tatrach Zachodnich. Stoki te padają do Doliny Tomanowej, będącej górnym odgałęzieniem Doliny Kościeliskiej. Rzędy znajdują się poniżej południowej grani Ciemniaka, pomiędzy jego szczytem a Małą Przełączką. Zbudowane są ze skał węglanowych i są silnie zerodowane. Występują w nich liczne pojedyncze, tworzące amfiteatr skały. Przestrzenie między nimi porasta niska murawa. Znajduje się tu kilka jaskiń, m.in. Okno nad Tomanową, Grota w Rzędach, Szczelina przy Tomanowym Okapie, Grota nad Małą Przełączką, Wyżni Okap nad Tomanową, Tomanowa Szczelina I, Szczelina nad Tomanową I, Szczelina nad Tomanową II. Spomiędzy skał opadają Czerwone Żlebki, łączące się w dole w Czerwony Żleb. Niektóre z tych skał są czerwone, gdyż zawierają rudy żelaza, które kiedyś były eksploatowane w Czerwonym Żlebie. Bogata flora. Występują tutaj m.in.: bylica skalna, mietlica alpejska, traganek wytrzymały, sybaldia rozesłana, przymiotno alpejskie, ostrołódka karpacka, potrostek alpejski, turzyca czarna, głodek kutnerowaty – gatunki w Polsce bardzo rzadkie, występujące tylko w Tatrach i to na nielicznych stanowiskach.
Nazwę Rzędy spotyka się w Tatrach jeszcze w kilku innych miejscach.

## Szlaki turystyczne
– poniżej Rzędów Tomanowych prowadzi zielony szlak turystyczny ze schroniska na Hali Ornak przez Dolinę Tomanową, a dalej przez Czerwony Żleb, Tomanowy Grzbiet i Wysoki Grzbiet na Chudą Przełączkę i dalej na szczyt Ciemniaka. Czas przejścia ze schroniska na Ciemniak: 3:40 h, ↓ 2:40 h.
Dawniej istniał szlak prowadzący przez Rzędy na szczyt Ciemniaka, lecz został zlikwidowany.